# Elias Zoghbi
Elias Zoghbi (* 9. Januar 1912 in Kairo, Ägypten; † 16. Januar 2008) war melkitisch griechisch-katholischer Erzbischof von Baalbek im Libanon.

## Leben
Elias Zoghbi empfing die Priesterweihe der mit der römisch-katholischen Kirche unierten melkitisch griechisch-katholischen Kirche am 20. Juli 1936. 1954 wurde er von Papst Pius XII. zum Titularbischof von Nubia ernannt und zum Weihbischof im Erzbistum Antiochien in Syrien bestellt. Die Bischofsweihe spendeten ihm am 21. November 1954 der Patriarch von Antiochien Maximos IV. Kardinal Saigh sowie Erzbischof Pierre Kamel Medawar und Bischof Dionisio Kfoury. Zudem war er von 1954 bis 1968 Patriarchalvikar der Griechisch-Melkitischen Kirche in Alexandria (Ägypten und dem Sudan). 
1968 erfolgte die Ernennung zum Erzbischof des Erzbistums Baalbek, einer von sieben Erzdiözesen der melkitischen Kirche im Libanon. Seinem Rücktrittsgesuch wurde 1988 stattgegeben. 
Elias Zoghbi wurde bekannt mit der so genannten „Zoghbi-Initiative“, die von der Synode der Melkitisch Griechisch-Katholischen Kirche genehmigt wurde. Seine Veröffentlichungen, wie „Tous Schismatiques?“ („Are We All Schismatics?“) oder seine Essays „The Desire for Christian Unity“ und „Christian Unity Involves the Whole Church“ stießen auf ein breiteres Echo. Suzane Aboueid publizierte eine Biografie über Elias Zoghbi mit dem Titel „Ecumenical Reflections“ bei Eastern Christian Publications.
Er wurde in der St. Paul Basilika in Harissa bestattet.